# Hockey Pro League 2023/24 (vrouwen)
De Hockey Pro League 2023/24 voor vrouwen was de vijfde editie van de Hockey Pro League, een internationaal hockeytoernooi voor landenteams dat werd georganiseerd door de Internationale Hockeyfederatie (FIH). Het toernooi ging op 6 december 2023 van start en liep tot 29 juni 2024.

## Opzet
De FIH besloot voor deze editie de opzet te hanteren waarbij minder reisbewegingen nodig waren. Er worden geen uit- en thuiswedstrijden gespeeld, maar een reeks "minitoernooien" waarbij drie landenteams op een plaats samenkomen en elk team twee keer uitkomt tegen de andere teams.
Per wedstrijd levert een overwinning drie punten op. Bij een gelijke stand aan het eind van de reguliere speeltijd krijgen beide teams een punt en wordt door middel van een shoot-out bepaald welk team een extra punt behaalt. Het team dat in het eindklassement bovenaan eindigt wordt winnaar van de Hockey Pro League en ontvangt een startbewijs voor het wereldkampioenschap 2026 in België en Nederland. Het team dat in het eindklassement op de laatste plaats eindigt, degradeert naar de Hockey Nations Cup.

## Deelnemende landen
De Verenigde Staten was oorspronkelijk gedegradeerd, maar omdat Nieuw-Zeeland zich terugtrok, bleef het in de Pro League. India promoveerde van de Hockey Nations Cup naar de Pro League.
- Argentinië
- Australië
- België
- China
- Duitsland
- Groot-Brittannië
- India
- Nederland
- Verenigde Staten

## Stand
| Pos | Team                 | Wed | W  | WNS | VNS | V  | GV | GT | GS  | Ptn | Kwalificatie of degradatie    |
| --- | -------------------- | --- | -- | --- | --- | -- | -- | -- | --- | --- | ----------------------------- |
| 1   | Nederland (C)        | 16  | 15 | 0   | 0   | 1  | 63 | 13 | +50 | 45  |                               |
| 2   | Duitsland (Q)        | 16  | 11 | 0   | 1   | 4  | 35 | 23 | +12 | 34  | Gekwalificeerd voor WK 2026   |
| 3   | Argentinië           | 16  | 10 | 2   | 0   | 4  | 40 | 21 | +19 | 34  |                               |
| 4   | België               | 16  | 7  | 2   | 1   | 6  | 24 | 27 | −3  | 26  |                               |
| 5   | China                | 16  | 7  | 0   | 4   | 5  | 31 | 29 | +2  | 25  |                               |
| 6   | Australië            | 16  | 7  | 1   | 1   | 7  | 29 | 29 | 0   | 24  |                               |
| 7   | Groot-Brittannië     | 16  | 3  | 3   | 1   | 9  | 24 | 46 | −22 | 16  |                               |
| 8   | India                | 16  | 2  | 1   | 0   | 13 | 16 | 38 | −22 | 8   |                               |
| 9   | Verenigde Staten (R) | 16  | 1  | 0   | 1   | 14 | 15 | 51 | −36 | 4   | Gedegradeerd naar Nations Cup |

## Resultaten
Alle tijden zijn lokaal.
| 6 december 2023 19:00              |         |                                               | |
| Argentinië                         | 0–0     | Groot-Brittannië                              | Polideportivo Provincial, Santiago del Estero Scheidsrechters: Ayanna McClean (TTO) Irene Presenqui (ARG) |
|                                    | Verslag |                                               | Polideportivo Provincial, Santiago del Estero Scheidsrechters: Ayanna McClean (TTO) Irene Presenqui (ARG) |
| Shoot-out                          |         |                                               | Polideportivo Provincial, Santiago del Estero Scheidsrechters: Ayanna McClean (TTO) Irene Presenqui (ARG) |
| Jankunas Albertario Campoy Manuele | 2–1     | Howard S. Hamilton Petter French K. Robertson | Polideportivo Provincial, Santiago del Estero Scheidsrechters: Ayanna McClean (TTO) Irene Presenqui (ARG) |

| 7 december 2023 19:00 |         |                                                                          | |
| Groot-Brittannië      | 0–8     | Nederland                                                                | Polideportivo Provincial, Santiago del Estero Scheidsrechters: Irene Presenqui (ARG) Jonathan Altamirano (MEX) |
|                       | Verslag | Jansen 4', 14', 36' Moes 15', 32' Sanders 23' Van der Elst 37' Fokke 44' | Polideportivo Provincial, Santiago del Estero Scheidsrechters: Irene Presenqui (ARG) Jonathan Altamirano (MEX) |

| 8 december 2023 19:00 |         |                                             | |
| Argentinië            | 1–4     | Nederland                                   | Polideportivo Provincial, Santiago del Estero Scheidsrechters: Gabriel Labate (ARG) Jonathan Altamirano (MEX) |
| Granatto 18'          | Verslag | Drummond 50' Albers 57' Burg 59' Jansen 60' | Polideportivo Provincial, Santiago del Estero Scheidsrechters: Gabriel Labate (ARG) Jonathan Altamirano (MEX) |

| 9 december 2023 19:00          |         |                  | |
| Argentinië                     | 2–1     | Groot-Brittannië | Polideportivo Provincial, Santiago del Estero Scheidsrechters: Ayanna McClean (TTO) Irene Presenqui (ARG) |
| Gorzelany 25' Trinchinetti 47' | Verslag | Howard 34'       | Polideportivo Provincial, Santiago del Estero Scheidsrechters: Ayanna McClean (TTO) Irene Presenqui (ARG) |

| 10 december 2023 19:00                          |         |                  | |
| Nederland                                       | 5–1     | Groot-Brittannië | Polideportivo Provincial, Santiago del Estero Scheidsrechters: Germán Montes de Oca (ARG) Jonathan Altamirano (MEX) |
| Matla 10' Koolen 37' Burg 47', 48' Steensma 55' | Verslag | Petter 47'       | Polideportivo Provincial, Santiago del Estero Scheidsrechters: Germán Montes de Oca (ARG) Jonathan Altamirano (MEX) |

| 11 december 2023 19:00 |         |                                                                  | |
| Argentinië             | 1–7     | Nederland                                                        | Polideportivo Provincial, Santiago del Estero Scheidsrechters: Ayanna McClean (TTO) Federico Silva (ARG) |
| Gorzelany 58'          | Verslag | Jansen 3' Moes 7' Fokke 10' Matla 39', 49' Dicke 42' Sanders 45' | Polideportivo Provincial, Santiago del Estero Scheidsrechters: Ayanna McClean (TTO) Federico Silva (ARG) |

| 3 februari 2024 17:30 |         |                                                    |                                                                                     |
| Verenigde Staten      | 0–7     | Nederland                                          | Kalinga Stadium, Bhubaneswar Scheidsrechters: Liu Xiaoying (CHN) Kelly Hudson (NZL) |
|                       | Verslag | Fokke 13' Dicke 14', 35', 38', 46' Jansen 56', 58' | Kalinga Stadium, Bhubaneswar Scheidsrechters: Liu Xiaoying (CHN) Kelly Hudson (NZL) |

| 3 februari 2024 19:30 |         |             |                                                                                    |
| China                 | 2–1     | India       | Kalinga Stadium, Bhubaneswar Scheidsrechters: Zeke Newman (AUS) James Unkles (AUS) |
| Dan 40' Gu B. 52'     | Verslag | Vandana 15' | Kalinga Stadium, Bhubaneswar Scheidsrechters: Zeke Newman (AUS) James Unkles (AUS) |

| 4 februari 2024 17:30 |         |           |                                                                                         |
| China                 | 3–0     | Australië | Kalinga Stadium, Bhubaneswar Scheidsrechters: Raghu Prasad (IND) Rawi Anbananthan (MAS) |
| Yuan 37', 55' Yu 39'  | Verslag |           | Kalinga Stadium, Bhubaneswar Scheidsrechters: Raghu Prasad (IND) Rawi Anbananthan (MAS) |

| 4 februari 2024 19:30 |         |                                 |                                                                                     |
| India                 | 1–3     | Nederland                       | Kalinga Stadium, Bhubaneswar Scheidsrechters: Kelly Hudson (NZL) Liu Xiaoying (CHN) |
| Navneet 9'            | Verslag | Jansen 3', 34' Van der Elst 21' | Kalinga Stadium, Bhubaneswar Scheidsrechters: Kelly Hudson (NZL) Liu Xiaoying (CHN) |

| 6 februari 2024 17:30 |         |                        |                                                                                    |
| China                 | 1–3     | Nederland              | Kalinga Stadium, Bhubaneswar Scheidsrechters: Kelly Hudson (NZL) Zeke Newman (AUS) |
| Zhong 19'             | Verslag | Moes 22', 38' Veen 25' | Kalinga Stadium, Bhubaneswar Scheidsrechters: Kelly Hudson (NZL) Zeke Newman (AUS) |

| 6 februari 2024 19:30 |         |                                          |                                                                                     |
| Verenigde Staten      | 0–3     | Australië                                | Kalinga Stadium, Bhubaneswar Scheidsrechters: Xiaoying Liu (CHN) James Unkles (AUS) |
|                       | Verslag | T. Stewart 7' Kershaw 23' G. Stewart 37' | Kalinga Stadium, Bhubaneswar Scheidsrechters: Xiaoying Liu (CHN) James Unkles (AUS) |

| 7 februari 2024 17:30 |         |                  |                                                                                     |
| China                 | 3–1     | Verenigde Staten | Kalinga Stadium, Bhubaneswar Scheidsrechters: Raghu Prasad (IND) Kelly Hudson (NZL) |
| Zao 8' Dan 26', 47'   | Verslag | Sumfest 58'      | Kalinga Stadium, Bhubaneswar Scheidsrechters: Raghu Prasad (IND) Kelly Hudson (NZL) |

| 7 februari 2024 19:30 |         |                                         |                                                                                         |
| India                 | 0–3     | Australië                               | Kalinga Stadium, Bhubaneswar Scheidsrechters: Liu Xiaoying (CHN) Rawi Anbananthan (MAS) |
|                       | Verslag | G. Stewart 19' T. Stewart 23' Nobbs 55' | Kalinga Stadium, Bhubaneswar Scheidsrechters: Liu Xiaoying (CHN) Rawi Anbananthan (MAS) |

| 9 februari 2024 17:30                      |         |                               |                                                                                     |
| Nederland                                  | 6–2     | Australië                     | Kalinga Stadium, Bhubaneswar Scheidsrechters: Kelly Hudson (NZL) Liu Xiaoying (CHN) |
| Veen 7', 49', 49' Matla 9' Jansen 20', 39' | Verslag | T. Stewart 28' G. Stewart 52' | Kalinga Stadium, Bhubaneswar Scheidsrechters: Kelly Hudson (NZL) Liu Xiaoying (CHN) |

| 9 februari 2024 19:30             |         |                  |                                                                                         |
| India                             | 3–1     | Verenigde Staten | Kalinga Stadium, Bhubaneswar Scheidsrechters: James Unkles (AUS) Rawi Anbananthan (MAS) |
| Vandana 9' Deepika 26' Salima 56' | Verslag | Caarls 42'       | Kalinga Stadium, Bhubaneswar Scheidsrechters: James Unkles (AUS) Rawi Anbananthan (MAS) |

| 12 februari 2024 17:30                    |         |                  | |
| Nederland                                 | 4–0     | Verenigde Staten | Birsa Munda International Hockey Stadium, Rourkela Scheidsrechters: Kelly Robertson (NZL) David Tomlinson (NZL) |
| Moes 16' Van der Elst 21', 56' Albers 36' | Verslag |                  | Birsa Munda International Hockey Stadium, Rourkela Scheidsrechters: Kelly Robertson (NZL) David Tomlinson (NZL) |

| 12 februari 2024 19:30 |         |            | |
| India                  | 2–1     | China      | Birsa Munda International Hockey Stadium, Rourkela Scheidsrechters: Aleisha Neumann (AUS) Martin Madden (SCO) |
| Gu B. 14', 53'         | Verslag | Sangita 7' | Birsa Munda International Hockey Stadium, Rourkela Scheidsrechters: Aleisha Neumann (AUS) Martin Madden (SCO) |

| 14 februari 2024 17:30     |         |       | |
| Australië                  | 2–0     | China | Birsa Munda International Hockey Stadium, Rourkela Scheidsrechters: Junko Wagatsuma (JPN) Martin Madden (SCO) |
| G. Stewart 29' Kershaw 57' | Verslag |       | Birsa Munda International Hockey Stadium, Rourkela Scheidsrechters: Junko Wagatsuma (JPN) Martin Madden (SCO) |

| 14 februari 2024 19:30 |         |            | |
| India                  | 0–1     | Nederland  | Birsa Munda International Hockey Stadium, Rourkela Scheidsrechters: Aleisha Neumann (AUS) David Tomlinson (NZL) |
|                        | Verslag | Albers 27' | Birsa Munda International Hockey Stadium, Rourkela Scheidsrechters: Aleisha Neumann (AUS) David Tomlinson (NZL) |

| 14 februari 2024 20:30                                                 |         |        |                                                                                 |
| Argentinië                                                             | 5–0     | België | CeNARD, Buenos Aires Scheidsrechters: Maggie Giddens (USA) Victoria Pazos (PAR) |
| Manuele 3' Di Santo 25' Albertarrio 40' Gorzelany 45' Trinchinetti 47' | Verslag |        | CeNARD, Buenos Aires Scheidsrechters: Maggie Giddens (USA) Victoria Pazos (PAR) |

| 15 februari 2024 13:30                         |         |                  | |
| Australië                                      | 4–0     | Verenigde Staten | Birsa Munda International Hockey Stadium, Rourkela Scheidsrechters: Martin Madden (SCO) Junko Wagatsuma (JPN) |
| Brooks 21' Greiner 30' Colwill 44' Colwill 44' | Verslag |                  | Birsa Munda International Hockey Stadium, Rourkela Scheidsrechters: Martin Madden (SCO) Junko Wagatsuma (JPN) |

| 15 februari 2024 15:30                         |         |                  | |
| Nederland                                      | 4–2     | China            | Birsa Munda International Hockey Stadium, Rourkela Scheidsrechters: Aleisha Neumann (AUS) Kelly Robertson (NZL) |
| Burg 8' Van der Elst 12' Jansen 34' Albers 39' | Verslag | Yu 15' Gu B. 59' | Birsa Munda International Hockey Stadium, Rourkela Scheidsrechters: Aleisha Neumann (AUS) Kelly Robertson (NZL) |

| 15 februari 2024 20:30 |         |                                             |                                                                                  |
| België                 | 0–3     | Duitsland                                   | CeNARD, Buenos Aires Scheidsrechters: Irene Presenqui (ARG) Maggie Giddens (USA) |
|                        | Verslag | Zimmermann 14' Fleschütz 48' Stoffelsma 55' | CeNARD, Buenos Aires Scheidsrechters: Irene Presenqui (ARG) Maggie Giddens (USA) |

| 16 februari 2024 21:30                    |         |            |                                                                                  |
| Argentinië                                | 3–1     | Duitsland  | CeNARD, Buenos Aires Scheidsrechters: Irene Presenqui (ARG) Victoria Pazos (PAR) |
| Campoy 23' Trinchinetti 33' Gorzelany 57' | Verslag | Lorenz 49' | CeNARD, Buenos Aires Scheidsrechters: Irene Presenqui (ARG) Victoria Pazos (PAR) |

| 17 februari 2024 17:30 |         |                 | |
| Verenigde Staten       | 0–2     | China           | Birsa Munda International Hockey Stadium, Rourkela Scheidsrechters: Aleisha Neumann (AUS) Kelly Robertson (NZL) |
|                        | Verslag | Ou 7' Zhong 19' | Birsa Munda International Hockey Stadium, Rourkela Scheidsrechters: Aleisha Neumann (AUS) Kelly Robertson (NZL) |

| 17 februari 2024 19:30 |         |             | |
| Australië              | 0–1     | India       | Birsa Munda International Hockey Stadium, Rourkela Scheidsrechters: David Tomlinson (NZL) Junko Wagatsuma (JPN) |
|                        | Verslag | Vandana 34' | Birsa Munda International Hockey Stadium, Rourkela Scheidsrechters: David Tomlinson (NZL) Junko Wagatsuma (JPN) |

| 17 februari 2024 20:30      |         |        |                                                                                 |
| Argentinië                  | 2–0     | België | CeNARD, Buenos Aires Scheidsrechters: Maggie Giddens (USA) Victoria Pazos (PAR) |
| Gorzelany 36' Toccalino 50' | Verslag |        | CeNARD, Buenos Aires Scheidsrechters: Maggie Giddens (USA) Victoria Pazos (PAR) |

| 18 februari 2024 17:30 |         |                     | |
| Australië              | 1–3     | Nederland           | Birsa Munda International Hockey Stadium, Rourkela Scheidsrechters: Martin Madden (SCO) David Tomlinson (NZL) |
| Kershaw 20'            | Verslag | Jansen 2', 13', 14' | Birsa Munda International Hockey Stadium, Rourkela Scheidsrechters: Martin Madden (SCO) David Tomlinson (NZL) |

| 18 februari 2024 19:30           |         |                                   | |
| Verenigde Staten                 | 1–1     | India                             | Birsa Munda International Hockey Stadium, Rourkela Scheidsrechters: Aleisha Neumann (AUS) Junko Wagatsuma (JPN) |
| Sessa 45'                        | Verslag | Deepika 19'                       | Birsa Munda International Hockey Stadium, Rourkela Scheidsrechters: Aleisha Neumann (AUS) Junko Wagatsuma (JPN) |
| Shoot-out                        |         |                                   | Birsa Munda International Hockey Stadium, Rourkela Scheidsrechters: Aleisha Neumann (AUS) Junko Wagatsuma (JPN) |
| Crouse Sessa Tamer Zimmer Caarls | 1–2     | Deepika Mumtaz Sonika Lalremsiami | Birsa Munda International Hockey Stadium, Rourkela Scheidsrechters: Aleisha Neumann (AUS) Junko Wagatsuma (JPN) |

| 18 februari 2024 20:30             |         |            |                                                                              |
| Duitsland                          | 3–1     | België     | CeNARD, Buenos Aires Scheidsrechters: Tyler Klenk (CAN) Victoria Pazos (PAR) |
| Kurz 17' Fleschütz 32' Strauss 60' | Verslag | Leclef 58' | CeNARD, Buenos Aires Scheidsrechters: Tyler Klenk (CAN) Victoria Pazos (PAR) |

| 19 februari 2024 20:30 |         |                    |                                                                                  |
| Argentinië             | 0–2     | Duitsland          | CeNARD, Buenos Aires Scheidsrechters: Maggie Giddens (USA) Benjamin Peters (USA) |
|                        | Verslag | Huse 13' Heinz 26' | CeNARD, Buenos Aires Scheidsrechters: Maggie Giddens (USA) Benjamin Peters (USA) |

| 22 mei 2024 12:15 |         |                                                        |                                                                                            |
| India             | 0–5     | Argentinië                                             | Wilrijkse Plein, Antwerpen Scheidsrechters: Annelize Rostron (RSA) Kamilė Mockaitytė (LTU) |
|                   | Verslag | Gorzelany 13' Raposo 24' Miranda 41' Jankunas 53', 59' | Wilrijkse Plein, Antwerpen Scheidsrechters: Annelize Rostron (RSA) Kamilė Mockaitytė (LTU) |

| 22 mei 2024 16:45                              |         |                  |                                                                                    |
| België                                         | 5–1     | Verenigde Staten | Wilrijkse Plein, Antwerpen Scheidsrechters: Alison Keogh (IRL) Ole Ingwersen (GER) |
| Bonami 19', 33', 43' Raye 35' Vanden Borre 60' | Verslag | Tamer 41'        | Wilrijkse Plein, Antwerpen Scheidsrechters: Alison Keogh (IRL) Ole Ingwersen (GER) |

| 23 mei 2024 14:15                         |         |                                                              |                                                                                         |
| Verenigde Staten                          | 4–5     | Argentinië                                                   | Wilrijkse Plein, Antwerpen Scheidsrechters: Annelize Rostron (RSA) Raphaël Adrien (GER) |
| Hoffman 9' Sessa 24' Yeager 36' Tamer 54' | Verslag | Gorzelany 9', 20' Granatto 21' Jankunas 42' Trinchinetti 58' | Wilrijkse Plein, Antwerpen Scheidsrechters: Annelize Rostron (RSA) Raphaël Adrien (GER) |

| 23 mei 2024 18:45         |         |       |                                                                                        |
| België                    | 2–0     | India | Wilrijkse Plein, Antwerpen Scheidsrechters: Sarah Wilson (SCO) Kamilė Mockaitytė (LTU) |
| Serstevens 34' Dewaet 36' | Verslag |       | Wilrijkse Plein, Antwerpen Scheidsrechters: Sarah Wilson (SCO) Kamilė Mockaitytė (LTU) |

| 25 mei 2024 11:45                        |         |                  |                                                                                   |
| Argentinië                               | 4–0     | Verenigde Staten | Wilrijkse Plein, Antwerpen Scheidsrechters: Sarah Wilson (SCO) Alison Keogh (IRL) |
| Gorzelany 9' Sauze 24' Jankunas 45', 59' | Verslag |                  | Wilrijkse Plein, Antwerpen Scheidsrechters: Sarah Wilson (SCO) Alison Keogh (IRL) |

| 25 mei 2024 14:00 |         |                               |                                                                                      |
| India             | 1–2     | België                        | Wilrijkse Plein, Antwerpen Scheidsrechters: Ole Ingwersen (GER) Raphaël Adrien (GER) |
| Sangita 34'       | Verslag | Ballenghien 15' Blockmans 20' | Wilrijkse Plein, Antwerpen Scheidsrechters: Ole Ingwersen (GER) Raphaël Adrien (GER) |

| 26 mei 2024 11:45                   |         |       |                                                                                        |
| Argentinië                          | 3–0     | India | Wilrijkse Plein, Antwerpen Scheidsrechters: Alison Keogh (IRL) Kamilė Mockaitytė (LTU) |
| Di Santo 1' Campoy 39' Granatto 47' | Verslag |       | Wilrijkse Plein, Antwerpen Scheidsrechters: Alison Keogh (IRL) Kamilė Mockaitytė (LTU) |

| 26 mei 2024 14:00 |         |                         |                                                                                        |
| Verenigde Staten  | 1–2     | België                  | Wilrijkse Plein, Antwerpen Scheidsrechters: Annelize Rostron (RSA) Ole Ingwersen (GER) |
| Gonzales 5'       | Verslag | Raye 8' Ballenghien 13' | Wilrijkse Plein, Antwerpen Scheidsrechters: Annelize Rostron (RSA) Ole Ingwersen (GER) |

| 29 mei 2024 11:45 |         |                                    |                                                                                       |
| China             | 0–3     | Argentinië                         | Wilrijkse Plein, Antwerpen Scheidsrechters: Sarah Wilson (SCO) Annelize Rostron (RSA) |
|                   | Verslag | Granatto 14' Trinchinetti 34', 60' | Wilrijkse Plein, Antwerpen Scheidsrechters: Sarah Wilson (SCO) Annelize Rostron (RSA) |

| 29 mei 2024 16:30                                         |         |                                         |                                                                                        |
| België                                                    | 2–2     | Australië                               | Wilrijkse Plein, Antwerpen Scheidsrechters: Alison Keogh (IRL) Kamilė Mockaitytė (LTU) |
| Vanden Borre 19' Gerniers 60'                             | Verslag | Claxton 8' Peris 57'                    | Wilrijkse Plein, Antwerpen Scheidsrechters: Alison Keogh (IRL) Kamilė Mockaitytė (LTU) |
| Shoot-out                                                 |         |                                         | Wilrijkse Plein, Antwerpen Scheidsrechters: Alison Keogh (IRL) Kamilė Mockaitytė (LTU) |
| Versavel Englebert Blockmans Ballenghien Breyne Englebert | 3–2     | Peris Kershaw Malone Nobbs Lawton Peris | Wilrijkse Plein, Antwerpen Scheidsrechters: Alison Keogh (IRL) Kamilė Mockaitytė (LTU) |

| 30 mei 2024 14:15 |         |                                                                      |                                                                                    |
| Australië         | 0–5     | Argentinië                                                           | Wilrijkse Plein, Antwerpen Scheidsrechters: Sarah Wilson (SCO) Ole Ingwersen (GER) |
|                   | Verslag | Antoniazzi 21' Casas 41' Granatto 46' Trinchinetti 50' Gorzelany 54' | Wilrijkse Plein, Antwerpen Scheidsrechters: Sarah Wilson (SCO) Ole Ingwersen (GER) |

| 30 mei 2024 19:00                           |         |                                         |                                                                                       |
| België                                      | 1–1     | China                                   | Wilrijkse Plein, Antwerpen Scheidsrechters: Ben Göntgen (GER) Kamilė Mockaitytė (LTU) |
| Versavel 20'                                | Verslag | Zhang Xia. 50'                          | Wilrijkse Plein, Antwerpen Scheidsrechters: Ben Göntgen (GER) Kamilė Mockaitytė (LTU) |
| Shoot-out                                   |         |                                         | Wilrijkse Plein, Antwerpen Scheidsrechters: Ben Göntgen (GER) Kamilė Mockaitytė (LTU) |
| Hillewaert Rasir Bonami Dewaet Marien Rasir | 4–3     | Ou Ma Zou Li H. Zhang Xia. Liu C. Li H. | Wilrijkse Plein, Antwerpen Scheidsrechters: Ben Göntgen (GER) Kamilė Mockaitytė (LTU) |

| 1 juni 2024 11:45 |         |            |                                                                                        |
| Argentinië        | 0–1     | Australië  | Wilrijkse Plein, Antwerpen Scheidsrechters: Sarah Wilson (SCO) Kamilė Mockaitytė (LTU) |
|                   | Verslag | Squibb 48' | Wilrijkse Plein, Antwerpen Scheidsrechters: Sarah Wilson (SCO) Kamilė Mockaitytė (LTU) |

| 1 juni 2024 14:30                   |         |                         | |
| Groot-Brittannië                    | 3–2     | Verenigde Staten        | Lee Valley Hockey and Tennis Centre, Londen Scheidsrechters: Magali Sergeant (BEL) Laurine Delforge (BEL) |
| Owsley 17' Balsdon 37' Crackles 44' | Verslag | Yeager 10' Gladieux 54' | Lee Valley Hockey and Tennis Centre, Londen Scheidsrechters: Magali Sergeant (BEL) Laurine Delforge (BEL) |

| 1 juni 2024 16:15 |         |                 |                                                                                       |
| China             | 2–1     | België          | Wilrijkse Plein, Antwerpen Scheidsrechters: Jonas van't Hek (NED) Ole Ingwersen (GER) |
| Ou 16' Ma 43'     | Verslag | Ballenghien 41' | Wilrijkse Plein, Antwerpen Scheidsrechters: Jonas van't Hek (NED) Ole Ingwersen (GER) |

| 1 juni 2024 17:15                         |         |             |                                                                                                 |
| Duitsland                                 | 3–1     | India       | Lee Valley Hockey and Tennis Centre, Londen Scheidsrechters: Cookie Tan (SGP) Ivona Makar (CRO) |
| Stapenhorst 13' Zimmermann 24' Lorenz 37' | Verslag | Deepika 23' | Lee Valley Hockey and Tennis Centre, Londen Scheidsrechters: Cookie Tan (SGP) Ivona Makar (CRO) |

| 2 juni 2024 14:00 |         |                         |                                                                                            |
| Australië         | 1–2     | België                  | Wilrijkse Plein, Antwerpen Scheidsrechters: Annelize Rostron (RSA) Kamilė Mockaitytė (LTU) |
| Arnott 17'        | Verslag | Gerniers 28' Bonami 50' | Wilrijkse Plein, Antwerpen Scheidsrechters: Annelize Rostron (RSA) Kamilė Mockaitytė (LTU) |

| 2 juni 2024 14:30        |         |                          |                                                                                                   |
| Groot-Brittannië         | 3–2     | India                    | Lee Valley Hockey and Tennis Centre, Londen Scheidsrechters: Cookie Tan (SGP) Michiel Otten (NED) |
| Watson 5', 7' Petter 57' | Verslag | Navneet 34' Sharmila 56' | Lee Valley Hockey and Tennis Centre, Londen Scheidsrechters: Cookie Tan (SGP) Michiel Otten (NED) |

| 2 juni 2024 17:15     |         |                  | |
| Duitsland             | 2–1     | Verenigde Staten | Lee Valley Hockey and Tennis Centre, Londen Scheidsrechters: Ivona Makar (CRO) Ahmad El-Sayed (EGY) |
| Nolte 49' Strauss 51' | Verslag | Yeager 8'        | Lee Valley Hockey and Tennis Centre, Londen Scheidsrechters: Ivona Makar (CRO) Ahmad El-Sayed (EGY) |

| 2 juni 2024 18:30                           |         |                        |                                                                                    |
| Argentinië                                  | 1–1     | China                  | Wilrijkse Plein, Antwerpen Scheidsrechters: Alison Keogh (IRL) Ole Ingwersen (GER) |
| Gorzelany 60'                               | Verslag | Zou 29'                | Wilrijkse Plein, Antwerpen Scheidsrechters: Alison Keogh (IRL) Ole Ingwersen (GER) |
| Shoot-out                                   |         |                        | Wilrijkse Plein, Antwerpen Scheidsrechters: Alison Keogh (IRL) Ole Ingwersen (GER) |
| Diaz Jankunas Thome Albertarrio Raposo Diaz | 3–2     | He Chen Dan Fan Liu He | Wilrijkse Plein, Antwerpen Scheidsrechters: Alison Keogh (IRL) Ole Ingwersen (GER) |

| 5 juni 2024 11:00                                                                                       |         |                                                                             | |
| Groot-Brittannië                                                                                        | 4–4     | China                                                                       | Lee Valley Hockey and Tennis Centre, Londen Scheidsrechters: Laurine Delforge (BEL) Ivona Makar (CRO) |
| Petter 20' S. Hamilton 23' S. Robertson 46' Balsdon 56'                                                 | Verslag | Ma 5' Tan 28' Gu B. 55', 58'                                                | Lee Valley Hockey and Tennis Centre, Londen Scheidsrechters: Laurine Delforge (BEL) Ivona Makar (CRO) |
| Shoot-out                                                                                               |         |                                                                             | Lee Valley Hockey and Tennis Centre, Londen Scheidsrechters: Laurine Delforge (BEL) Ivona Makar (CRO) |
| Howard S. Hamilton Petter Crackles Costello Crackles Petter S. Hamilton Howard Costello Crackles Petter | 6–5     | Chen Yi Zou Li H. Ma Cheng Ya. Zou Li H. Ma Chen Yi Cheng Ya. Zou Cheng Ya. | Lee Valley Hockey and Tennis Centre, Londen Scheidsrechters: Laurine Delforge (BEL) Ivona Makar (CRO) |

| 5 juni 2024 15:30 |         |                            | |
| Verenigde Staten  | 0–2     | Duitsland                  | Lee Valley Hockey and Tennis Centre, Londen Scheidsrechters: Coen van Bunge (NED) Magali Sergeant (BEL) |
|                   | Verslag | Stapenhorst 20' Lorenz 43' | Lee Valley Hockey and Tennis Centre, Londen Scheidsrechters: Coen van Bunge (NED) Magali Sergeant (BEL) |

| 6 juni 2024 12:00 |         |                                            | |
| China             | 2–3     | Duitsland                                  | Lee Valley Hockey and Tennis Centre, Londen Scheidsrechters: Martin Madden (SCO) Magali Sergeant (BEL) |
| Yu 16' Gu 45'     | Verslag | Stapenhorst 11' Zimmermann 47' Strauss 55' | Lee Valley Hockey and Tennis Centre, Londen Scheidsrechters: Martin Madden (SCO) Magali Sergeant (BEL) |

| 6 juni 2024 17:45 |         |                                    | |
| Groot-Brittannië  | 1–3     | Verenigde Staten                   | Lee Valley Hockey and Tennis Centre, Londen Scheidsrechters: Cookie Tan (SGP) Sėbastien Michielsen (BEL) |
| K. Robertson 6'   | Verslag | Valzonis 20' Sessa 52' Hoffman 56' | Lee Valley Hockey and Tennis Centre, Londen Scheidsrechters: Cookie Tan (SGP) Sėbastien Michielsen (BEL) |

| 8 juni 2024 10:00       |         |                                   | |
| India                   | 2–4     | Duitsland                         | Lee Valley Hockey and Tennis Centre, Londen Scheidsrechters: Sėbastien Michielsen (BEL) Magali Sergeant (BEL) |
| Sunelita 9' Deepika 15' | Verslag | Huse 23', 32' Kurz 51' Bleuel 55' | Lee Valley Hockey and Tennis Centre, Londen Scheidsrechters: Sėbastien Michielsen (BEL) Magali Sergeant (BEL) |

| 8 juni 2024 12:15 |         |                            |                                                                                                   |
| Groot-Brittannië  | 0–3     | Australië                  | Lee Valley Hockey and Tennis Centre, Londen Scheidsrechters: Cookie Tan (SGP) Michiel Otten (NED) |
|                   | Verslag | Peris 22' Greiner 39', 45' | Lee Valley Hockey and Tennis Centre, Londen Scheidsrechters: Cookie Tan (SGP) Michiel Otten (NED) |

| 9 juni 2024 10:00        |         |                            | |
| Duitsland                | 2–2     | Australië                  | Lee Valley Hockey and Tennis Centre, Londen Scheidsrechters: Laurine Delforge (BEL) Cookie Tan (SGP) |
| Granitzki 36' Lorenz 39' | Verslag | T. Stewart 45' Claxton 51' | Lee Valley Hockey and Tennis Centre, Londen Scheidsrechters: Laurine Delforge (BEL) Cookie Tan (SGP) |

| 9 juni 2024 12:15          |         |                             | |
| Groot-Brittannië           | 3–2     | India                       | Lee Valley Hockey and Tennis Centre, Londen Scheidsrechters: Ivona Makar (CRO) Magali Sergeant (BEL) |
| Watson 3' Balsdon 56', 58' | Verslag | Lalremsiami 14' Navneet 23' | Lee Valley Hockey and Tennis Centre, Londen Scheidsrechters: Ivona Makar (CRO) Magali Sergeant (BEL) |

| 11 juni 2024 13:15             |         |                          | |
| Groot-Brittannië               | 3–3     | China                    | Lee Valley Hockey and Tennis Centre, Londen Scheidsrechters: Cookie Tan (SGP) Laurine Delforge (BEL) |
| Howard 5' Toman 27' Watson 49' | Verslag | Zou 37' Ma 58' Zhong 59' | Lee Valley Hockey and Tennis Centre, Londen Scheidsrechters: Cookie Tan (SGP) Laurine Delforge (BEL) |
| Shoot-out                      |         |                          | Lee Valley Hockey and Tennis Centre, Londen Scheidsrechters: Cookie Tan (SGP) Laurine Delforge (BEL) |
| Robertson Owsley Howard Walker | 2–1     | Chen Ya. He Fan Ma Zou   | Lee Valley Hockey and Tennis Centre, Londen Scheidsrechters: Cookie Tan (SGP) Laurine Delforge (BEL) |

| 11 juni 2024 17:45     |         |                                     | |
| Australië              | 2–3     | Duitsland                           | Lee Valley Hockey and Tennis Centre, Londen Scheidsrechters: Ivona Makar (CRO) Magali Sergeant (BEL) |
| Arnott 52' Kershaw 56' | Verslag | Stapenhorst 3' Lorenz 36' Nolte 39' | Lee Valley Hockey and Tennis Centre, Londen Scheidsrechters: Ivona Makar (CRO) Magali Sergeant (BEL) |

| 12 juni 2024 14:15            |         |                | |
| China                         | 3–1     | Duitsland      | Lee Valley Hockey and Tennis Centre, Londen Scheidsrechters: Laurine Delforge (BEL) Ivona Makar (CRO) |
| Zhang Y. 27', 60' Chen Yi 42' | Verslag | Stoffelsma 37' | Lee Valley Hockey and Tennis Centre, Londen Scheidsrechters: Laurine Delforge (BEL) Ivona Makar (CRO) |

| 12 juni 2024 20:00    |         |                                     | |
| Groot-Brittannië      | 2–3     | Australië                           | Lee Valley Hockey and Tennis Centre, Londen Scheidsrechters: Magali Sergeant (BEL) Cookie Tan (SGP) |
| Balsdon 5' Howard 39' | Verslag | G. Stewart 20' Peris 30' Malone 52' | Lee Valley Hockey and Tennis Centre, Londen Scheidsrechters: Magali Sergeant (BEL) Cookie Tan (SGP) |

| 22 juni 2024 16:00                 |         |           |                                                                               |
| Nederland                          | 4–0     | Duitsland | SV Kampong, Utrecht Scheidsrechters: Rachel Williams (ENG) Wanri Venter (RSA) |
| Jansen 8', 46' Fokke 17' Matla 48' | Verslag |           | SV Kampong, Utrecht Scheidsrechters: Rachel Williams (ENG) Wanri Venter (RSA) |

| 24 juni 2024 15:00 |         |                         |                                                                            |
| Groot-Brittannië   | 0–2     | Duitsland               | SV Kampong, Utrecht Scheidsrechters: Sandra Adell (ESP) Wanri Venter (RSA) |
|                    | Verslag | Lorenz 14' Schröder 23' | SV Kampong, Utrecht Scheidsrechters: Sandra Adell (ESP) Wanri Venter (RSA) |

| 24 juni 2024 20:00 |         |                                |                                                                                    |
| Nederland          | 1–2     | België                         | SV Kampong, Utrecht Scheidsrechters: Sophie Bockelmann (GER) Rachel Williams (ENG) |
| Van der Elst 26'   | Verslag | Englebert 45' Vanden Borre 53' | SV Kampong, Utrecht Scheidsrechters: Sophie Bockelmann (GER) Rachel Williams (ENG) |

| 25 juni 2024 17:30 |         |                             |                                                                             |
| Groot-Brittannië   | 1–2     | België                      | SV Kampong, Utrecht Scheidsrechters: Sandra Adell (ESP) Ayden Shrives (RSA) |
| Watson 6'          | Verslag | Ballenghien 2' Blockmans 9' | SV Kampong, Utrecht Scheidsrechters: Sandra Adell (ESP) Ayden Shrives (RSA) |

| 27 juni 2024 14:00                                   |         |                  |                                                                                           |
| Duitsland                                            | 4–1     | Groot-Brittannië | Wagenerstadion, Amstelveen Scheidsrechters: Sophie Bockelmann (GER) Hannah Harrison (ENG) |
| Nolte 20' Davidsmeyer 23' Stapenhorst 54' Lorenz 59' | Verslag | Ansley 59'       | Wagenerstadion, Amstelveen Scheidsrechters: Sophie Bockelmann (GER) Hannah Harrison (ENG) |

| 28 juni 2024 19:00 |         |                  |                                                                                      |
| Nederland          | 2–1     | België           | Wagenerstadion, Amstelveen Scheidsrechters: Sandra Adell (ESP) Hannah Harrison (ENG) |
| Jansen 6', 27'     | Verslag | Vanden Borre 42' | Wagenerstadion, Amstelveen Scheidsrechters: Sandra Adell (ESP) Hannah Harrison (ENG) |

| 29 juni 2024 16:30                     |     |                                       |                                                                                   |
| België                                 | 1–1 | Groot-Brittannië                      | Wagenerstadion, Amstelveen Scheidsrechters: Wanri Venter (RSA) Sandra Adell (ESP) |
| Englebert 33'                          |     | Hamilton 14'                          | Wagenerstadion, Amstelveen Scheidsrechters: Wanri Venter (RSA) Sandra Adell (ESP) |
| Shoot-out                              |     |                                       | Wagenerstadion, Amstelveen Scheidsrechters: Wanri Venter (RSA) Sandra Adell (ESP) |
| Gerniers Hillewaert Vandermeiren Belis | 2–4 | Hamilton Watson Petter Toman Costello | Wagenerstadion, Amstelveen Scheidsrechters: Wanri Venter (RSA) Sandra Adell (ESP) |

| 29 juni 2024 19:00 |         |           |                                                                                         |
| Nederland          | 1–0     | Duitsland | Wagenerstadion, Amstelveen Scheidsrechters: Hannah Harrison (ENG) Rachel Williams (ENG) |
| De Waard 47'       | Verslag |           | Wagenerstadion, Amstelveen Scheidsrechters: Hannah Harrison (ENG) Rachel Williams (ENG) |